# Dramaserie
En dramaserie er en tv-serie hvis indhold er baseret på manuskripter, og almindeligvis er af fiktiv karakter. Dette ekskluderer blandt andet sport, nyheder og realitshows. Normalt bruges termen heller ikke om sit-com og soap operas.
Særligt gode afsnit af dramaserier belønnes ved blandt andet Emmy Awards og Golden Globe, hvor både folk foran og bag kameraet modtager priser. Normalt er det skuespillere, manuskriptforfatter, instruktørere, komponister og serierne som helhed der kan uddeles priser til.
Dramaserier grundlægges efter amerikansk model med et pilotafsnit – en episode der fungerer som prototype, og som skal overtale potentielle købere (tv-netværker som fx CBS og ABC) til at bestille flere afsnit. Skaberne står typisk for konceptudviklingen og for at samle medvirkende. Hvis en serie købes og påbegynder udsendelse, vil typisk en af manuskriptforfatterne fungere som show runner – en person der varetager kreative processer og holder kontakten til netværket. I løbet af en sæson vil der som regel blive arbejdet simultant på flere afsnit: Forfatterne vil arbejdet på et, produktionsplanlægningen behandle færdige manuskripter, filmholdet og skuespillerne vil optage og i post production færdiggøres redigering.